# Low Tide
Low Tide é um filme de 2019 dirigido por Kevin McMullin. Teve sua estreia mundial no Festival de Cinema de Tribeca de 2019. A A24 e DirecTV Cinema distribuíram o filme.

## Sinopse
Após encontrarem um tesouro de um homem morto em uma ilha, Alan e seu irmão mais novo passam a serem perseguidos por um de seus amigos.

## Elenco
- Keean Johnson como Alan
- Jaeden Martell como Peter
- Alex Neustaedter como Red
- Daniel Zolghadri como Smitty
- Kristine Froseth como Maria
- Shea Whigham como Sargento Kent
- James Paxton como Nate
- Danny Bolero como Javier

## Recepção
No site agregador de críticas Rotten Tomatoes, 73% das 33 resenhas dos críticos são positivas, com uma classificação média de 5,8/10. O Metacritic, que usa uma média ponderada, atribuiu ao filme uma pontuação de 64 em 100, baseado em 13 críticos, indicando críticas "geralmente favoráveis".
Em sua crítica no The Hollywood Reporter, Frank Scheck disse que o filme "não gera nenhum suspense real e carece de profundidade de caracterização para compensar isso." Na Variety, Peter Debruge disse que "Kevin McMullin canaliza a sensação de Stand by Me de Stephen King, juntamente com vários filmes dos anos 80 em tons de filme noir, neste suspense de amadurecimento."